# Marcus Claudius Marcellus (Konsul 166 v. Chr.)

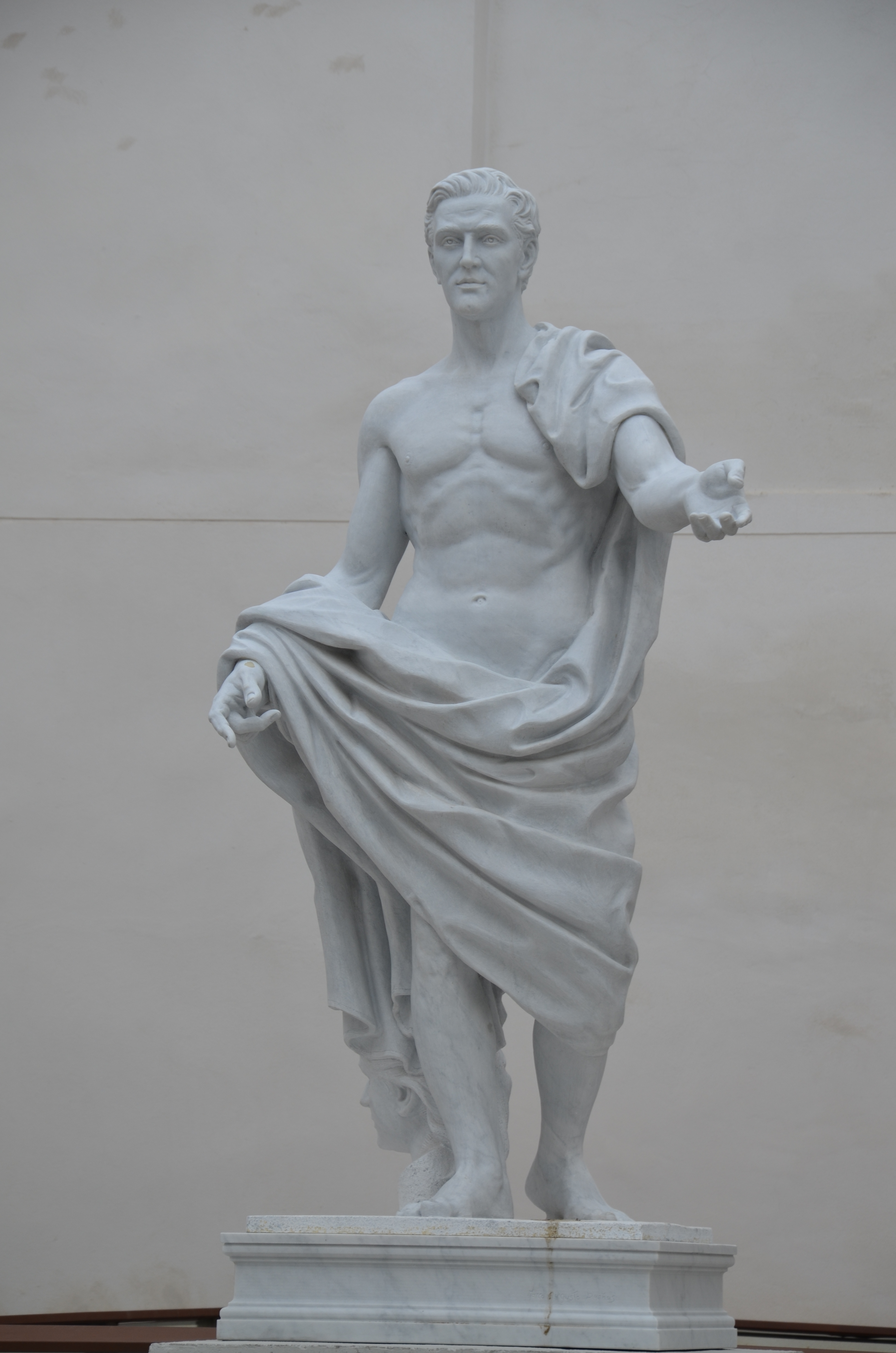
Claudio Marcelo, Statue in Córdoba

Marcus Claudius Marcellus (* um 208 v. Chr.; † 148 v. Chr.) war ein bedeutender Feldherr und Politiker der römischen Republik sowie dreimaliger Konsul.
Marcellus, um 208 v. Chr. geboren, war ein Spross aus dem plebejischen Zweig des Geschlechts der Claudier (gens Claudia). 171 v. Chr. wurde er Volkstribun. In den Jahren 169/168 v. Chr. war er Prätor und Proprätor in Spanien und anschließend, 166 v. Chr., erstmals Konsul. 155 v. Chr. bekleidete er erneut dieses Amt, kämpfte gegen die Kelten und besiegte noch im selben Jahr die Ligurer endgültig. Als Dank wurde ihm von den Einwohnern der Stadt Luna ein Denkmal aus lunensischem Marmor errichtet. Dabei könnte es sich um das erste Werkstück aus Carrara-Marmor handeln, das architekturgeschichtlich verwendet worden ist.
In der Zeit von 152/151 v. Chr. war Marcellus zum dritten Mal Konsul und als Prokonsul erneut in Spanien. Seine Friedensbemühungen wurden vom Senat nicht gebilligt.